# Маруду (затока)
Затока Маруду — затока Південнокитайського моря, розташована на півночі острова Калімантан.

## Природа
Береги затоки утворена двома півостровами Кудат (на заході) та Бенгкока (на сході). Геологічно обидва півострови утворилися в ранньому крейдовому періоді.
Дослідження наявності важких металів у затоці показало відсутність перевищення допустимих рівнів, що можуть являти небезпеку для людини.
На узбережжі в південній точці затоки збереглися первинні, майже недоторкані людиною, мангрові ліси. Основу лісу складають 16 видів деревних рослин. Серед дерев там поширені Rhizopora apiculata, Rhizopora  mucronata, Bruguiera parviflora, Bruguiera gymnorrhiza, Ceriops decandra. Дослідження 2015 року виявило також 22 види безхребетних тварин та 36 видів риб. Мангрові болота відносно бідні на рептилій, було виявлено лише 4 види: болотяний крокодил, індійський варан, смугастий варан і сцинк Emoia atrocostata. Натомість фауна птахів є дуже багатою та містить принаймні 74 види. Ссавців було знайдено лише 4 види: Macaca fascicularis, Trachypithecus obscurus, свиня дика, Callosciurus notatus.

## Історія
Територія на берегах затоки належала Султанату Бруней у XVI столітті. «Генеалогія правителів Брунею» повідомляє, що одній із принцес 8-й султан Брунею Саїф Ріджал надав у володіння 6 територій, в тому числі й місто Маруда на березі затоки. Надалі береги затоки стали ареною боротьби Брунею проти сусіднього Султанату Сулу. У 1704 році (за іншими даними раніше — у 1675 році) султан Брунею за допомогу в придушенні повстання на півночі країни віддав Сулу частину території на північному сході Борнео, на схід від затоки Маруду. У середині XVIII століття англійці декілька разів намагалися збудувати на березі затоки власну факторію, звідки вести торгівлю з сусідніми державами та поширювати свій військовий вплив. Низці англійських авантюристів навіть вдалося на декілька років, у 1773—1775 роках, випросити собі цю землю в султана Сулу й побудувати там британський форт. Утім надалі відносини з султанатом погіршилися та форт було знищено атакою з Сулу. Тому пізніше британці звернулися за місцем для факторії з торгівлі перцем до брунейського султана, де й отримали сприяння. Втім ще 1839 року англійський авантюрист Джеймс Брук планував відправитися саме до затоки Маруду, де розраховував побудувати британське поселення та розпочати торгівлю. Втім сінгапурський губернатор відіслав його до Сараваку.